# Избори за Съвета за сигурност на ООН (2010)
Изборите за Съвета за сигурност на ООН през 2010 г. са проведени на 12 октомври по време на 65-а годишна сесия на Общото събрание на ООН в централата на Организацията на обединените нации в Ню Йорк.
За непостоянни членове на Съвета за сигурност на ООН са избрани Южноафриканската република, Индия, Колумбия, Германия и Португалия. Мандатът на членството им е 2 години, считано от 1 януари следващата 2011 г.
В съответствие с установените правила за географско разпределение на непостоянните членове на Съвета за сигурност са избрани:
- 2 страни членки от група „Западна Европа и други“ (Германия и Португалия заменят Турция и Австрия),
- 1 страна членка от група „Латинска Америка и Кариби“ (Колумбия заменя Мексико),
- 1 страна членка от група „Африка“ (ЮАР заменя Уганда),
- 1 страна членка от група „Азия“ (Индия заменя Япония).

Само в група „Западна Европа и други“ има повече кандидати. От надпреварата отпада Канада.